# Friesea grisea
Friesea grisea (лат.) — вид коллембол из семейства Neanuridae (Frieseinae). Антарктика.

## Распространение
Панантарктический вид: Антарктический полуостров Антарктиды, Земля Виктории, остров Ливингстон, Южные Оркнейские острова, Южные Шетландские острова.

## Описание
Мелкие ногохвостки с вытянутым телом (длина самок от 1,59 до 2,14 мм, самцов от 1,16 до 1,52 мм) темно-серого цвета. Глаза, анальные шипики, максиллы и мандибулы развиты. Близок к виду Friesea monteiroi, от которого отличается наличием трехлопастных папилл у вершины четвертого брюшного сегмента и булавовидных щетинок на длинном первом членике лапок. Постантеннальный орган отсутствует, фурка очень короткая, редуцирована. Оцеллии: 8 + 8; анальные шипики: 2-4.
Вид был впервые описан в 1891 году американским энтомологом Чарльзом Фредериком Августом Шеффером (Charles Frederic August Schaeffer, 1860—1934) под первоначальным названием Tullbergia grisea Schäfer, 1891 (позднее цитировался как Pseudotullbergia grisea  (Schäfer, 1891).
В 2010 году было обнаружено, что две популяции из Антарктиды (Земля Виктории и Антарктический полуостров) отличаются на 20 % по последовательности нуклеотидов и по гаплотипу. Исследование митохондриального генома показало возможность существования второго вида-сиблинга. В 2018 году один из них, Friesea antarctica (Willem, 1901), был восстановлен из синонимии (из Антарктического полуострова), а другие были описаны австралийским энтомологом Пенелопой Гринслейд (Federation University, Victoria, Австралия) как новые виды Friesea eureka sp. nov. (из окрестностей станции Молодёжная из восточной Антарктиды) и Friesea fantaba sp. nov. (South Georgia, Bird Island).